# Bachy
Bachy é uma comuna francesa na região administrativa de Altos da França, no departamento do Norte. Estende-se por uma área de 6.41 km². Em 2010 a comuna tinha 1 776 habitantes (densidade: 277,1 hab./km²).